# 小行星5727
小行星5727（5727 Pierobenvenuti）是一颗围绕太阳公转的小行星。1988年1月19日，亨利·德波鸿诺在拉西拉天文台发现了此天体。
这颗小行星的绝对星等为256.4116879264075等。